# Hôtel de Chavigny
L'hôtel de Bouthillier de Chavigny, ou hôtel de Chavigny, est situé au 9, rue de Sévigné dans le IVe arrondissement de Paris.

## Histoire
Il a été initialement construit vers 1265 par Charles d'Anjou, frère de Saint-Louis, roi de Naples et de Sicile, entre la rue du Roi-de-Sicile à laquelle le nom de son titre sera attribué, la rue Pavée qui était à cette date une impasse et le long de l'enceinte de Philippe-Auguste (infra). En 1520, il appartenait au cardinal Jean Balue, évêque d'Évreux, et était nommé « hôtel d'Évreux ». Il fut acquis vers 1545 par Antoine Sanguin de Meudon, avec un terrain donnant sur la rue de la couture Sainte-Catherine, actuelle rue de Sévigné, qui venait d'être ouverte dans le lotissement du domaine du couvent Sainte-Catherine. Antoine Sanguin, dit « cardinal de Meudon », entreprit sur ce terrain vers 1550 la construction d'un nouvel hôtel, qui prit le nom d'hôtel de Meudon. Cet hôtel fut achevé par le cardinal de Birague. En 1612, il est vendu à François d'Orléans, comte de Saint-Paul, qui lui donne quelque temps le nom d'hôtel Saint-Paul (à ne pas confondre avec l'ancien hôtel royal Saint-Pol). En 1635, il est acheté par Léon Bouthillier de Chavigny, qui lui donne son nom actuel et le fait modifier suivant des plans de François Mansart, qui fait démolir le mur de l'enceinte de Philippe-Auguste. À la suite de partages sucessoraux, l'hôtel est divisé en une partie orientale vendue en 1698 au financier Jacques Poulletier qui le fait réaménager par les architectes Bullet et Gabriel avec création de l'accès cocher sur la rue Sévigné.
Au milieu du 18e siècle, l'hôtel est habité par le commis des finances Jean-François Le Jeuneux, qui y dispose d'un cabinet de curiosités, et sa fille Anne-Louise Le Jeuneux, qui y tient un salon.
Cet hôtel, connu sous le nom de Chavigny, est depuis 1814 une caserne de pompiers, la première créée à la suite de l'incendie de l'Ambassade d'Autriche en 1811.
La partie occidentale, entre les 14-22 rue Pavée et les 2-4 de la rue du Roi de Sicile, devient l'hôtel de la Force, démoli en 1854 lors du percement de la rue Malher, distinct de l'hôtel de Chavigny
.

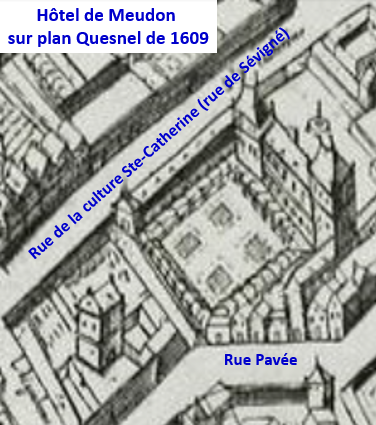
Hôtel de Meudon en 1609 (plan de Quesnel).
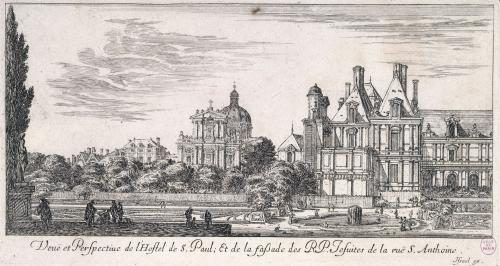
Hôtel de Saint-Paul vers 1650, gravure de Sylvestre Israël.
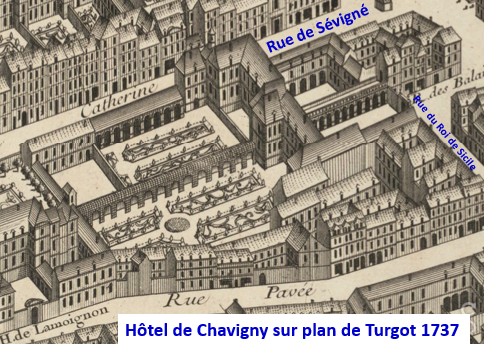
Hôtel de Chavigny en 1737 sur le plan Turgot.

## Description
La façade sur la deuxième cour, autrefois sur jardin, de deux niveaux et surmontée de lucarnes, ornée de pilastres toscans au rez-de-chaussée, ioniques au premier étage, est bordée de deux pavillons d'angle. Cette façade de 1642 est due à Mansart. Un plafond peint du XVIIe siècle sur le thème des saisons est conservé.
Le décrochement sur rue correspond à une tour de l'ancienne enceinte de Philippe-Auguste.
Il est inscrit aux monuments historiques depuis 1988.

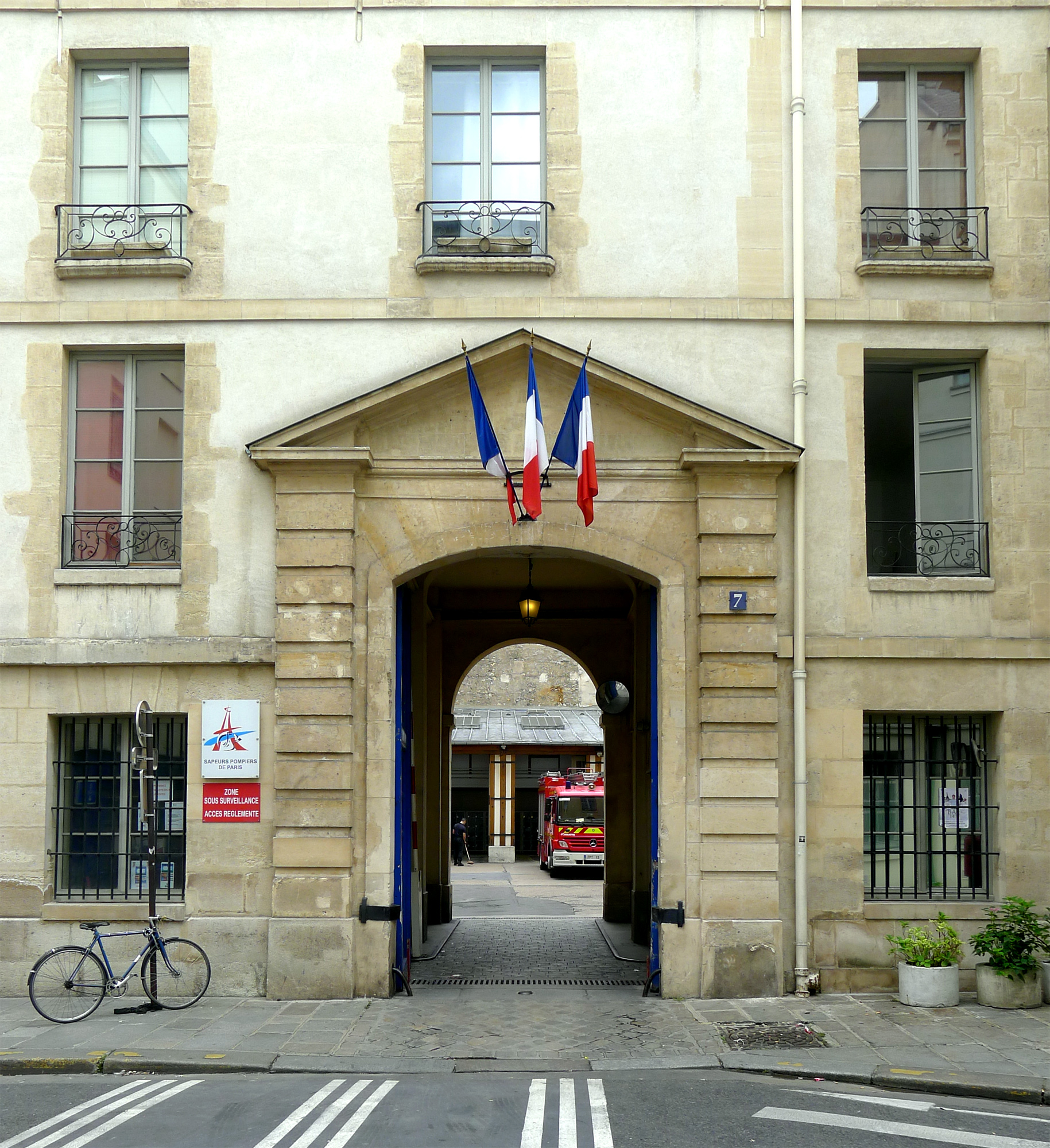
Entrée, rue de Sévigné.
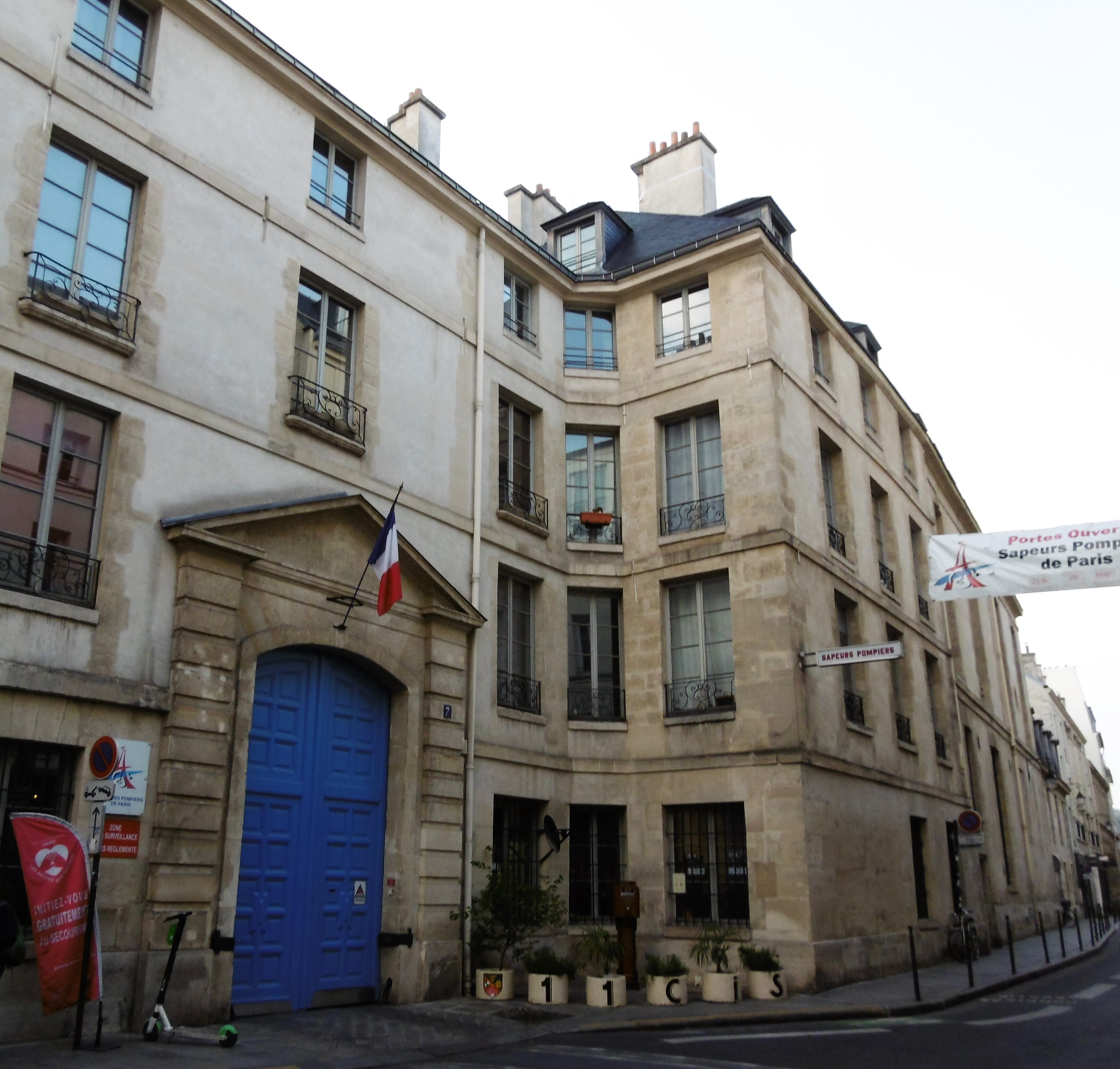
Décrochement sur rue.
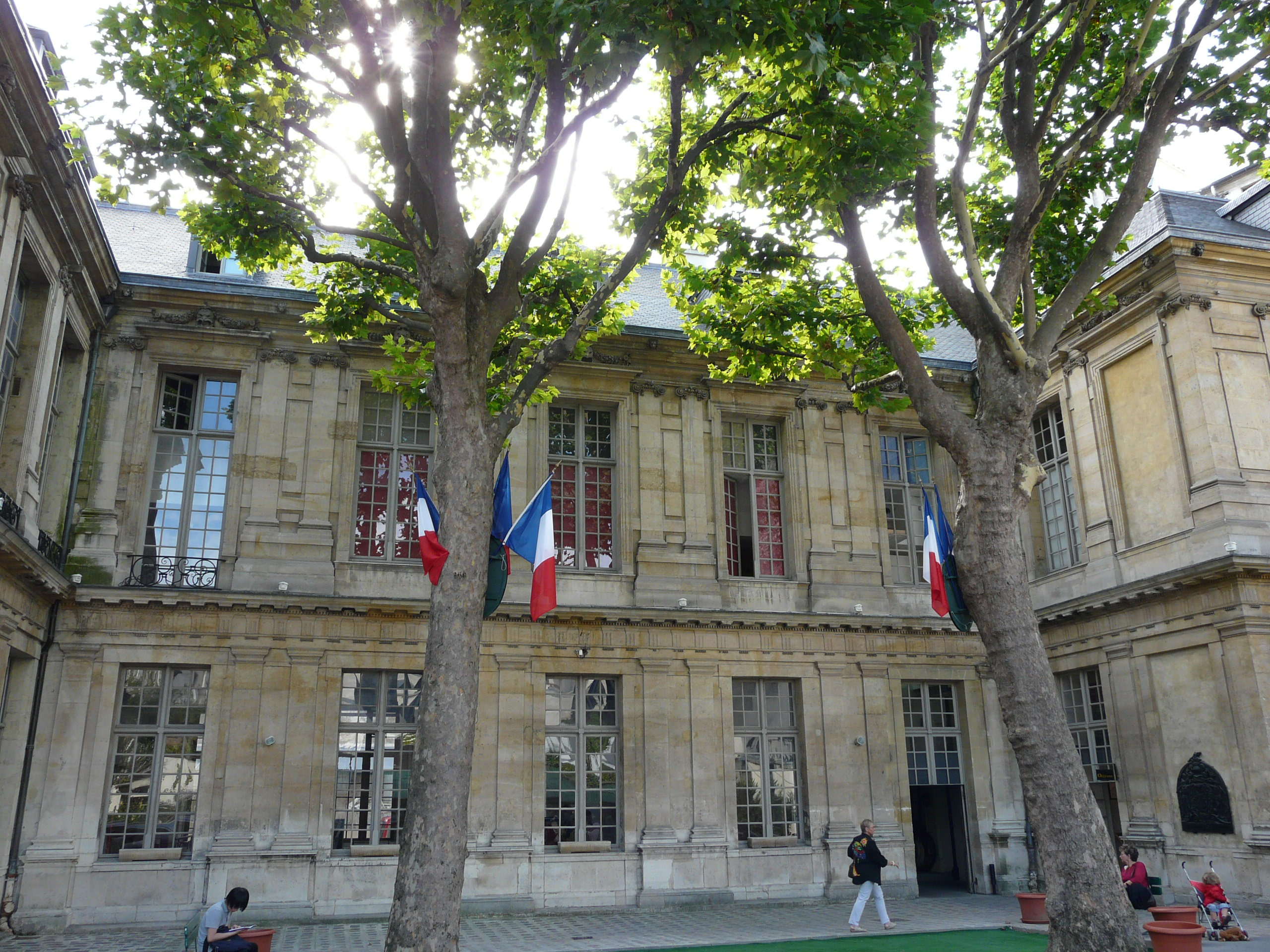
Façade sur cour.